# Войтин
Войтин (біл. Вайцін) — селище в Шарпиловській сільській раді Гомельського району Гомельської області Республіки Білорусь.

## Географія

### Розташування
35 км на південний захід від Гомеля.

## Гідрографія
На сході, півночі та заході меліоративні канали, з'єднані з річкою Дніпро.

## Транспортна мережа
Транспортні зв'язки степовою, потім автомобільною дорогою Нова Гута — Гомель. Дерев'яні селянські садиби стоять вздовж степової дороги.

## Історія
Засноване наприкінці ХІХ століття переселенцями із сусідніх сіл. У 1926 році в Об'єднано-селищній раді Дятловицького району Гомельського округу У 1931 році жителі вступили до колгоспу. Під час німецько-радянської війни 21 мешканець загинув на фронті. У складі радгоспу «Міжріччя» (центр — село Шарпиловка).

## Населення

### Чисельність
- 2009 — 6 мешканців.